# Hidroxilhedifana
La hidroxilhedifana és un mineral de la classe dels fosfats que pertany al grup de l'hedifana. El nom va ser introduït l'any 2010 per Pasero et al. per a, teòricament, una espècie mineral potencialment nova: un anàleg hidroxil de l'hedifana. Molt abans, l'any 1891, Sjögren va examinar un material fibrós trobat a Långban, Suècia, i anomenat pels miners locals com a asbest-hedyphan, sent probablement el primer esment d’aquest mineral a la literatura.

## Característiques
La hidroxilhedifana és un arsenat de fórmula química Ca₂Pb₃(AsO₄)₃(OH). Va ser aprovada com a espècie vàlida per l'Associació Mineralògica Internacional l'any 2018, sent publicada per primera vegada el 2019. Cristal·litza en el sistema trigonal.
Segons la classificació de Nickel-Strunz pertany a «08.BN - Fosfats, etc. amb anions addicionals, sense H₂O, només amb cations de mida gran, (OH, etc.):RO₄ = 0,33:1» juntament amb els següents minerals: aradita, magganasita, fluorpiromorfita, fluorsigaiïta, fluoralforsita, alforsita, belovita-(Ce), clorapatita, mimetita-M, johnbaumita-M, fluorapatita, hedifana, hidroxilapatita, johnbaumita, mimetita, morelandita, piromorfita, fluorstrofita, svabita, turneaureïta, vanadinita, belovita-(La), deloneïta, fluorcafita, kuannersuïta-(Ce), hidroxilapatita-M, fosfohedifana, hidroxilpiromorfita, estronadelfita, fluorfosfohedifana, carlgieseckeïta-(Nd), vanackerita, miyahisaïta, pieczkaïta, pliniusita, parafiniukita, arctita, krügerita i goryainovita.
Les mostres que van servir per a determinar l'espècie, el que es coneix com a material tipus, es troben conservats al Museu Suec d'Història Natural, situat a Estocolm (Suècia), amb el número de catàleg: nrm #19070258, i al Museu d'Història Natural de la Universitat de Pisa (Itàlia), amb el número de catàleg: 19903.

## Formació i jaciments
Va ser descoberta a la mina Långban, Filipstad (Comtat de Värmland, Suècia), en forma de cristalls prismàtics incolors de fins a 2,5 cm de longitud, formant un creixement orientat amb un mineral del subgrup de la serpentina, omplint fractures que tallen braunita i hausmannita. Aquesta mina sueca és l'únic indret de tot el planeta on ha estat descrita aquesta espècie mineral.